# Opel Zafira
Pour les articles homonymes, voir Zafira.
La Zafira est un monospace compact du constructeur automobile allemand Opel, dont la première génération est sortie en janvier 1999, la seconde en 2005 et la troisième, nommée Zafira Tourer en 2011 (puis de nouveau Zafira à partir de 2016). Les précédentes générations issues de l'ère General Motors (GM) étaient produites en Allemagne dans les usines de Bochum et Russelsheim. 
La génération actuelle provenant du groupe Stellantis, précédemment PSA Peugeot-Citroën (PSA), est fabriquée chez Vauxhall.
Opel réutilise l'appellation Zafira en septembre 2019 sur un cousin des Citroën SpaceTourer, Peugeot Traveller et Toyota ProAce Verso et le nomme Zafira Life.

## Zafira A
Le prototype de la Zafira fut d'abord présenté au salon automobile de Francfort en septembre 1997.
À son lancement, la Zafira disposait de deux moteurs essence (1,6i et 1,8i tous deux à 16 soupapes) et un diesel (2.0DI). À l'automne 2000, Opel ajouta à la gamme le moteur 2.2i essence de 147 ch et remplaça le 2.0 DI de 82 ch par le 2.0 DTi de 100 ch. Ces deux moteurs ont la mauvaise réputation de consommer beaucoup d'huile, jusqu'à 1 litre aux 1 000 kilomètres selon certains propriétaires, d'autres sources évoquant ce problème pour le moteur 2.0 DI uniquement. L'Opel Zafira fut le premier monospace à intégrer les sièges de la troisième rangée dans le plancher du coffre. Une version 2.2 l du moteur diesel à turbo intercooler développant 125 chevaux/ 8CV fiscaux  (ou 117ch et 7CV fiscaux) a été commercialisée à partir de décembre 2002 jusqu'en aout 2004.
Une première évolution de style a eu lieu au second trimestre 2003, les principaux changements se situant au niveau de la calandre (nouvelle forme et chromée) et des roues (jantes alliage de 16" à dix branches pour la finition Elégance), ainsi qu'au niveau des blocs optiques arrière (pour les clignotants, seule l'ampoule est teintée, et non plus le bloc lui-même), et enfin de cadrans blancs cerclés de chrome pour les instruments de bord (finition Elégance). De même, une autre série, inspirée du modèle OPC, est sortie quelques mois plus tard sous le nom de Design Edition : les feux anti-brouillard avant sont totalement différents, ainsi que les bas de caisses et hayon qui reprennent des éléments du Zafira OPC, et enfin les baguettes latérales de protection couleur carrosserie. Les motorisations sont par contre strictement identiques.
Le modèle OPC (Opel Performance Center) est la déclinaison "sportive" du Zafira : équipé d'un moteur 2.0 turbo de 200 ch (240 ch et 6 vitesses sur la Zafira II) avec une boîte à cinq rapports, la Zafira OPC est destinée aux pères de famille qui aiment les sensations ! Cela se faisant au détriment du confort et de l'habitabilité, les sièges baquets Recaro à l'avant n'étant pas rabattables. Il est toutefois le premier monospace de série à présenter une déclinaison sportive.
Le Zafira est commercialisé sous la marque Vauxhall en Grande-Bretagne et sous la marque Holden en Australie, avec conduite à droite. Il est également appelé Chevrolet Zafira en Amérique latine et aux Philippines, Chevrolet Nabira en Thaïlande, et Subaru Traviq au Japon.
La seule différence esthétique avec le modèle Opel se situe au niveau de la calandre, en forme de V, et au logo de Vauxhall en son centre, et le marquage sur le hayon arrière (logo et marque).
En Australie, la seule différence esthétique avec le modèle du constructeur allemand, se situe également au niveau de la calandre, avec le logo d'Holden en son centre et aussi le marquage sur le hayon arrière (logo et marque).
Des prototypes basés sur la Zafira ont également été présentés à la presse et au public lors de différents salons : 

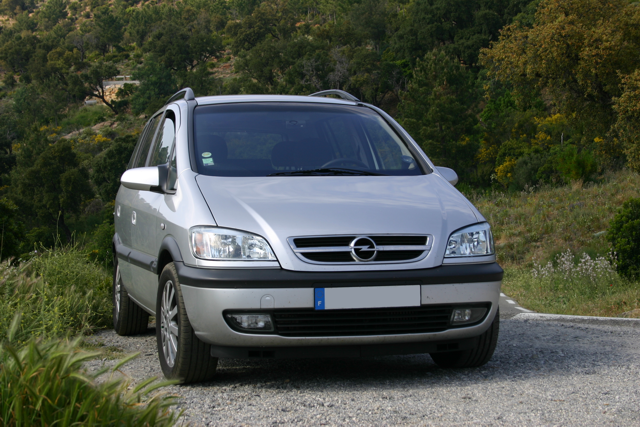
la Zafira 1.6 GNV (Gaz Naturel pour Véhicules ou CNG en anglais), fonctionnant au gaz naturel et disposant également d'un réservoir d'essence de 14 litres. Le passage d'un combustible à l'autre se fait sur la simple pression d'un bouton (même en roulant). L'avantage du GNV réside dans des émissions de CO2 diminuées de 25 % (136 g/km). L'autonomie du véhicule est de 360 km pour le gaz (21 kg) auxquels s'ajoutent 180 km pour l'essence. Le poids à vide par contre est de 1 570 kg (contre ~1450 pour le 1.8 essence), pénalisant quelque peu les performances, déjà limitées par un petit moteur 1.6 de 97 CV. Extérieurement quasiment aucune différence n'est visible. Ce véhicule a été produit en série dès 2003.
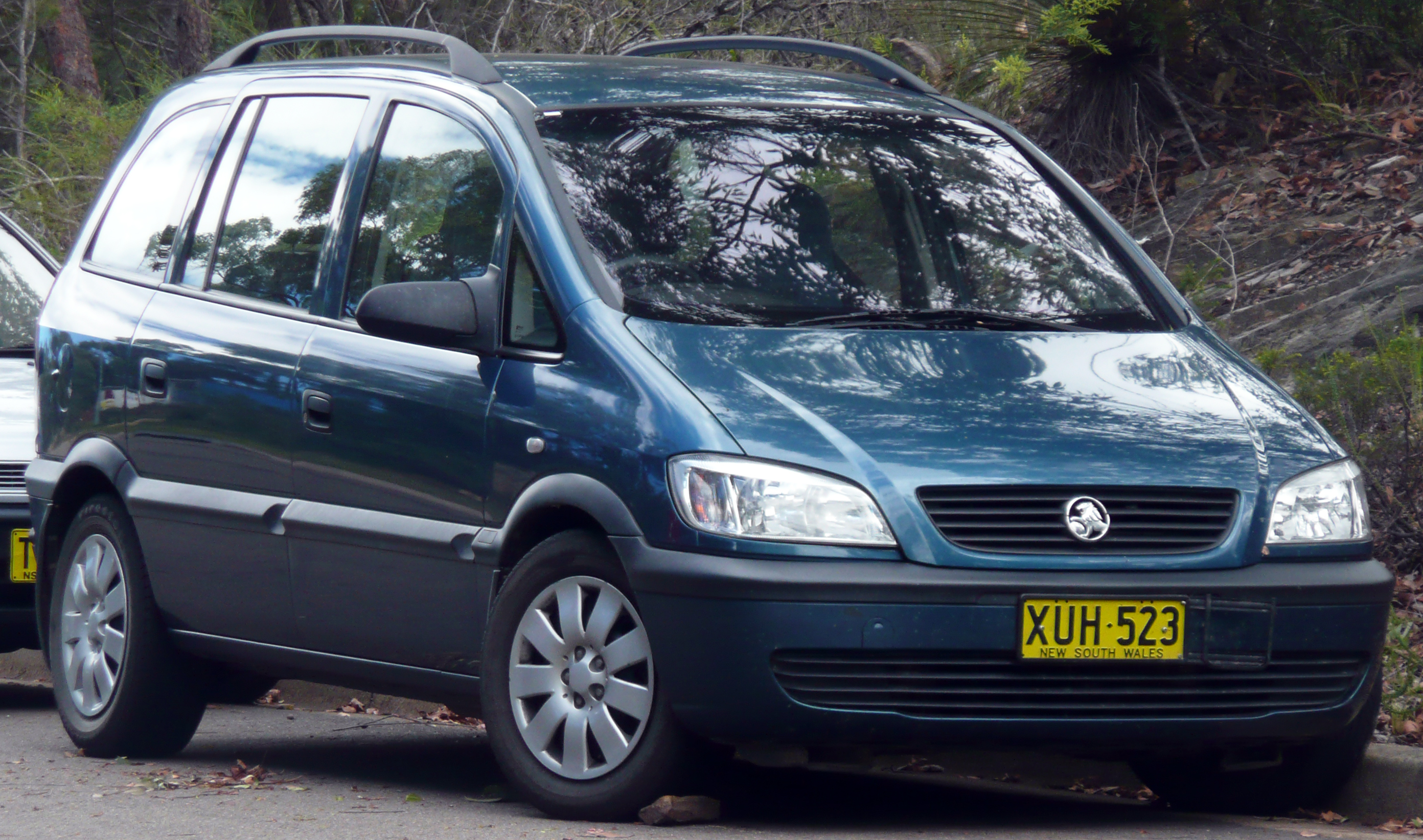
l'Hydrogen3, fonctionnant à l'aide d'une pile à combustible (en réalité, 200 piles à combustible montées en série), sur une base de Zafira OPC modifiée, le réservoir étant à double paroi d'acier pour contenir les 4,6 kg d'hydrogène liquide (à -253 °C), augmentant le poids du véhicule de 90 kg, pour seulement 400 km d'autonomie. Ce véhicule fut présenté à la presse en décembre 2002 à Monaco et au public lors de différentes manifestations à travers l'Europe (Cité des Sciences à Paris, le 24 mai 2003), dont un rallye de 9 696 km, de Hammerfest en Norvège (ville la plus au Nord d'Europe) à Cabo da Roca, au Portugal (ville la plus à l'Ouest). L'Hydrogen3 était ravitaillé par un camion suiveur, transportant une station de distribution d'hydrogène liquide, le plein se faisant aussi simplement qu'un modèle essence ou diesel classique.
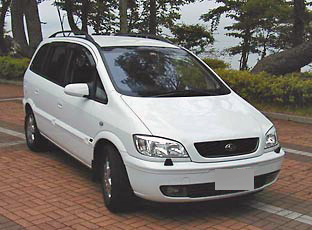
Subaru Traviq

Une nouvelle version, au design très différent de la génération précédente (design issu de l'Opel Astra 3, adapté au gabarit du Zafira), est sortie en septembre 2005, accompagné d'une nouvelle gamme de motorisations (dont un bloc turbo-diesel à injection directe et rampe commune d'origine Fiat, le 1.9 CDTi, pour des puissances de 100, 120 et 150 ch, avec boîte à 5 ou 6 rapports selon le modèle). Le 2.0i turbo de la version OPC est lui passé de 200 à 240 ch, atteignant la vitesse maximale de 231 km/h (donnée Autoplus) le Zafira OPC est le plus puissant et le plus rapide des monospaces compacts de série au monde.
- Opel Zafira A
- Holden Zafira
- Subaru Traviq

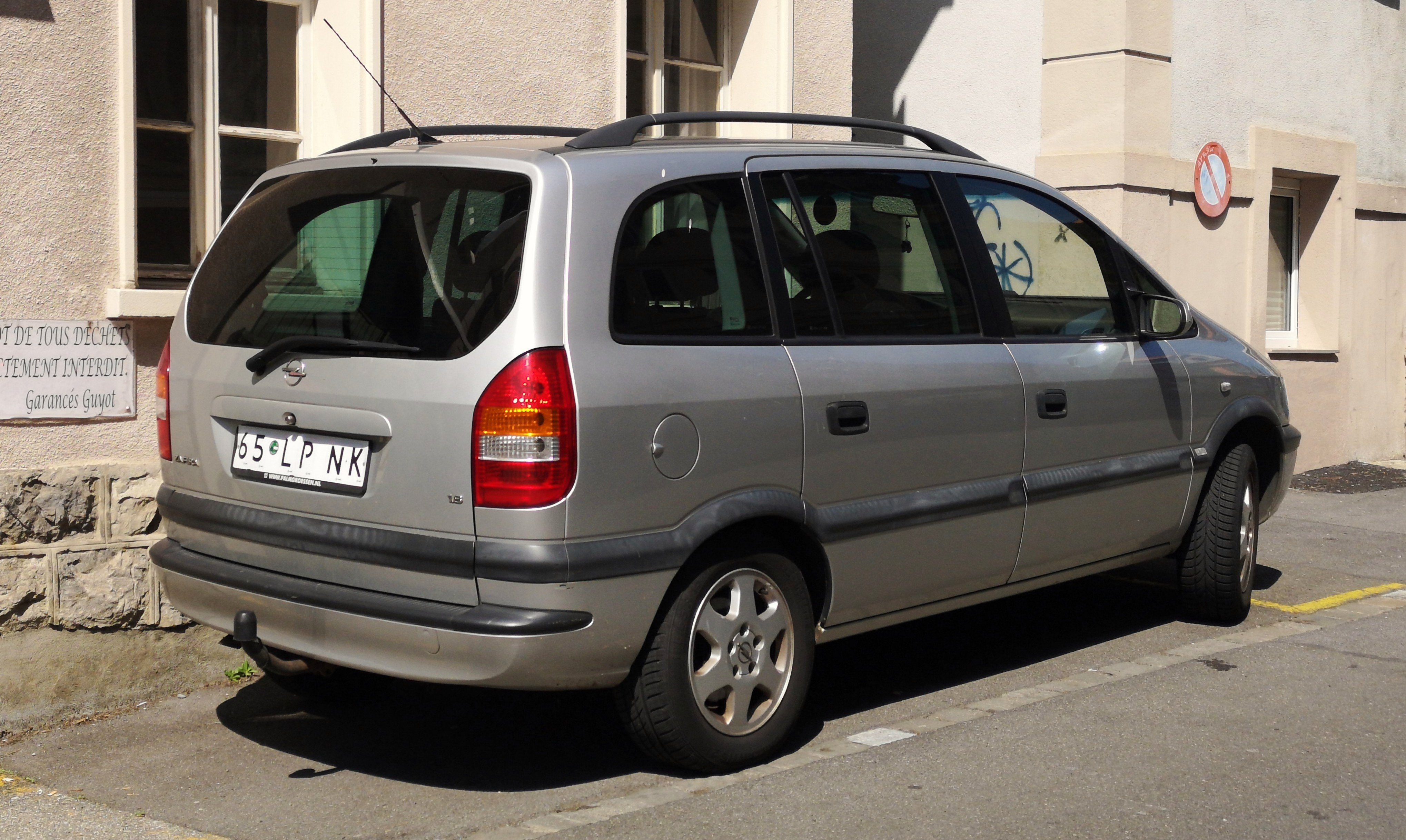
Opel Zafira A phase 1
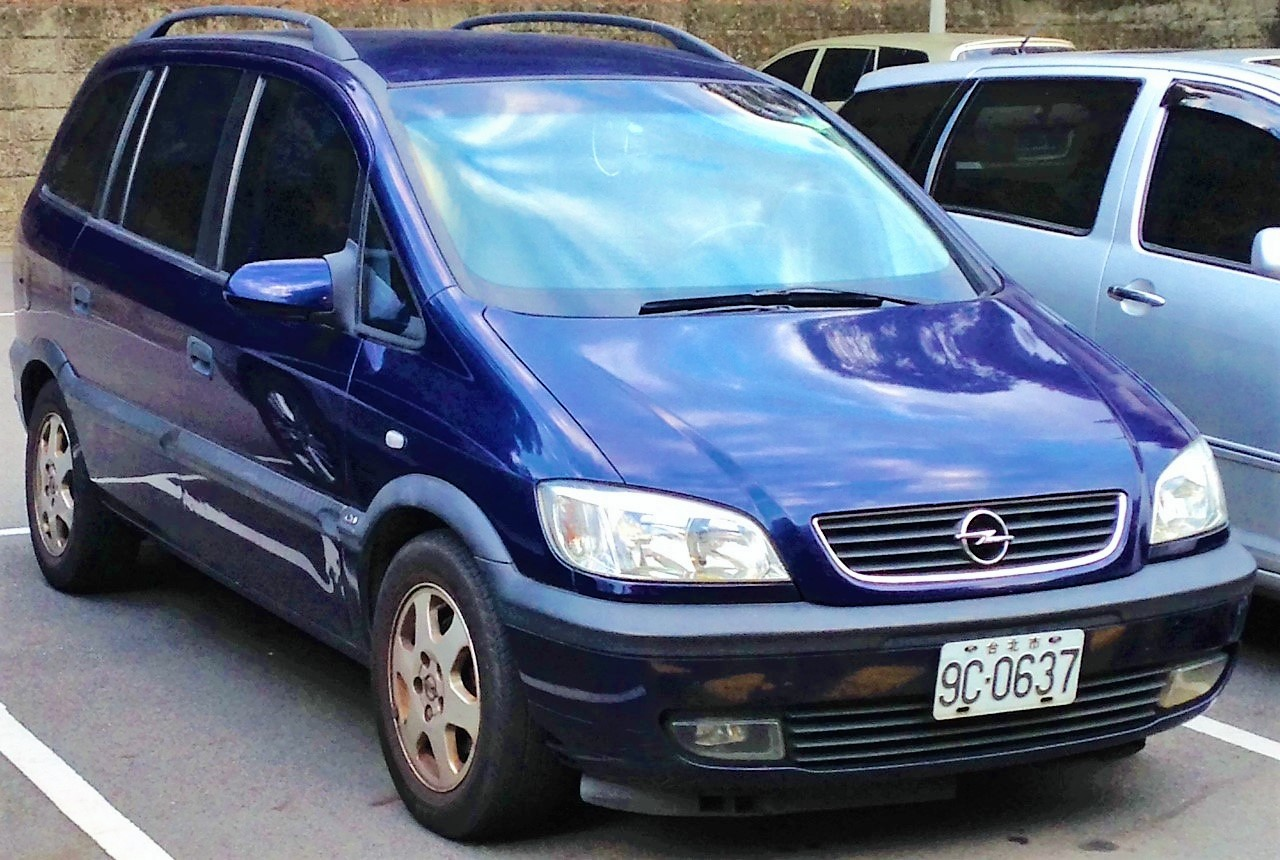
Opel Zafira A phase 1

## Zafira B
La Zafira B est la seconde génération d'Opel Zafira, véhicule automobile de type monospace, sorti en juillet 2005.
Il se différencie de son prédécesseur par son design, un nouvel intérieur, et une nouvelle gamme de motorisations (remplacement des moteurs 2.0 DTi et 2.2 DTi par un bloc 1.9 CDTi d'origine Fiat de 100, 120 et 150 ch à 8 ou 16 soupapes, et pour le Zafira OPC, le moteur 2.0i turbo de 200 ch est conservé pour la version "turbo", et passe de 200 à 240 ch pour la version OPC) empruntée à l'Astra III. Le Zafira B est légèrement restylé en 2008 et à cette occasion une motorisation 1,7 CDTi d'origine Isuzu est proposée (en 110 et 125 ch DIN).
Malgré l'arrivée de son successeur fin 2011 qui a grandi, le Zafira B reste proposé au catalogue jusqu'en 2014. Dans certains pays comme l'Allemagne, cette ancienne génération de Zafira change de nom pour devenir Zafira Family.

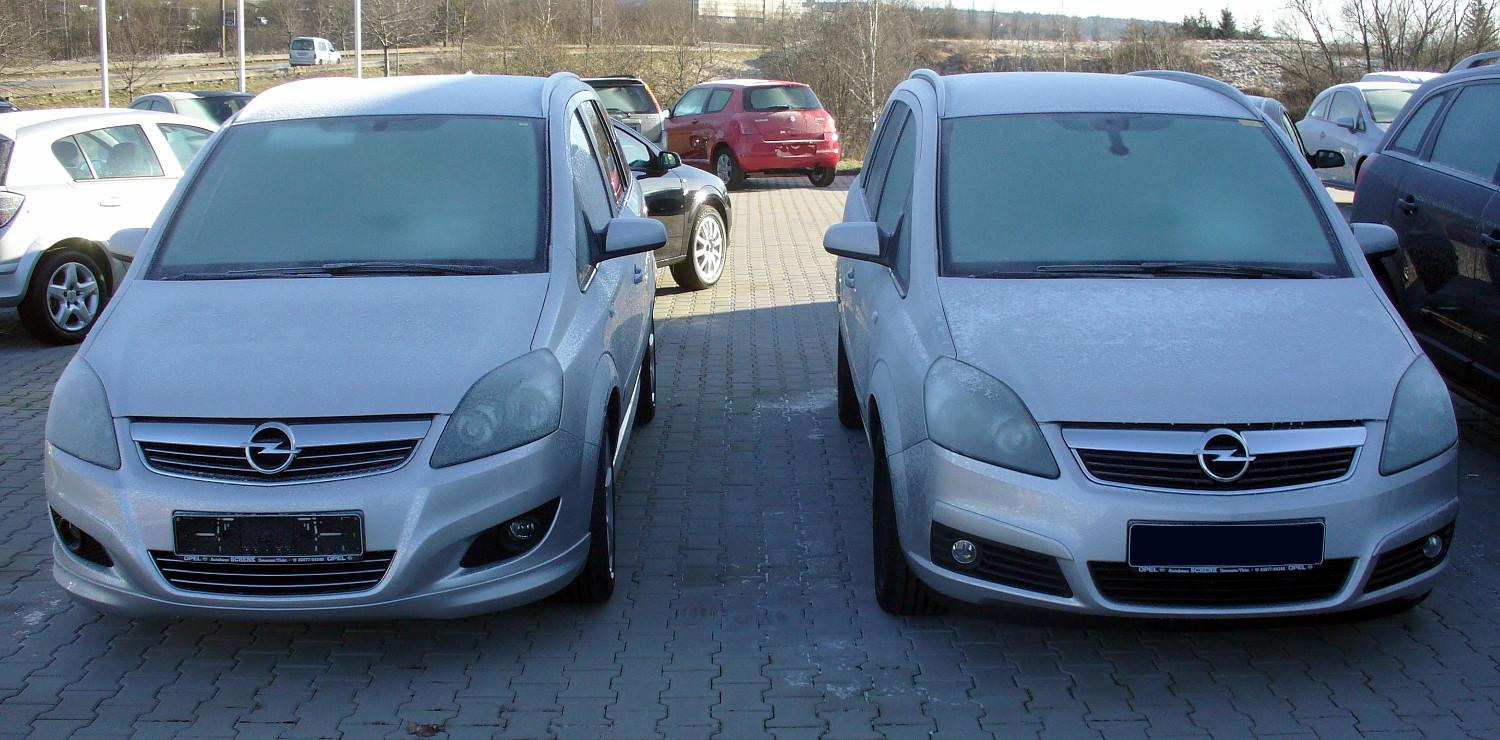
Zafira B phase 2 à gauche

## Zafira C (Zafira Tourer)
La 3e génération du Zafira, nommée Zafira Tourer jusqu'en 2016, est sortie en septembre 2011. Elle grandit de 21 cm en longueur par rapport au Meriva B qui faisait 4,30 m de long et se démarque par une face avant composée de phares reliés dans des optiques boomerang qu'on voyait aussi sur l'Opel Ampera, inauguré par le concept Flextreme GT/E.

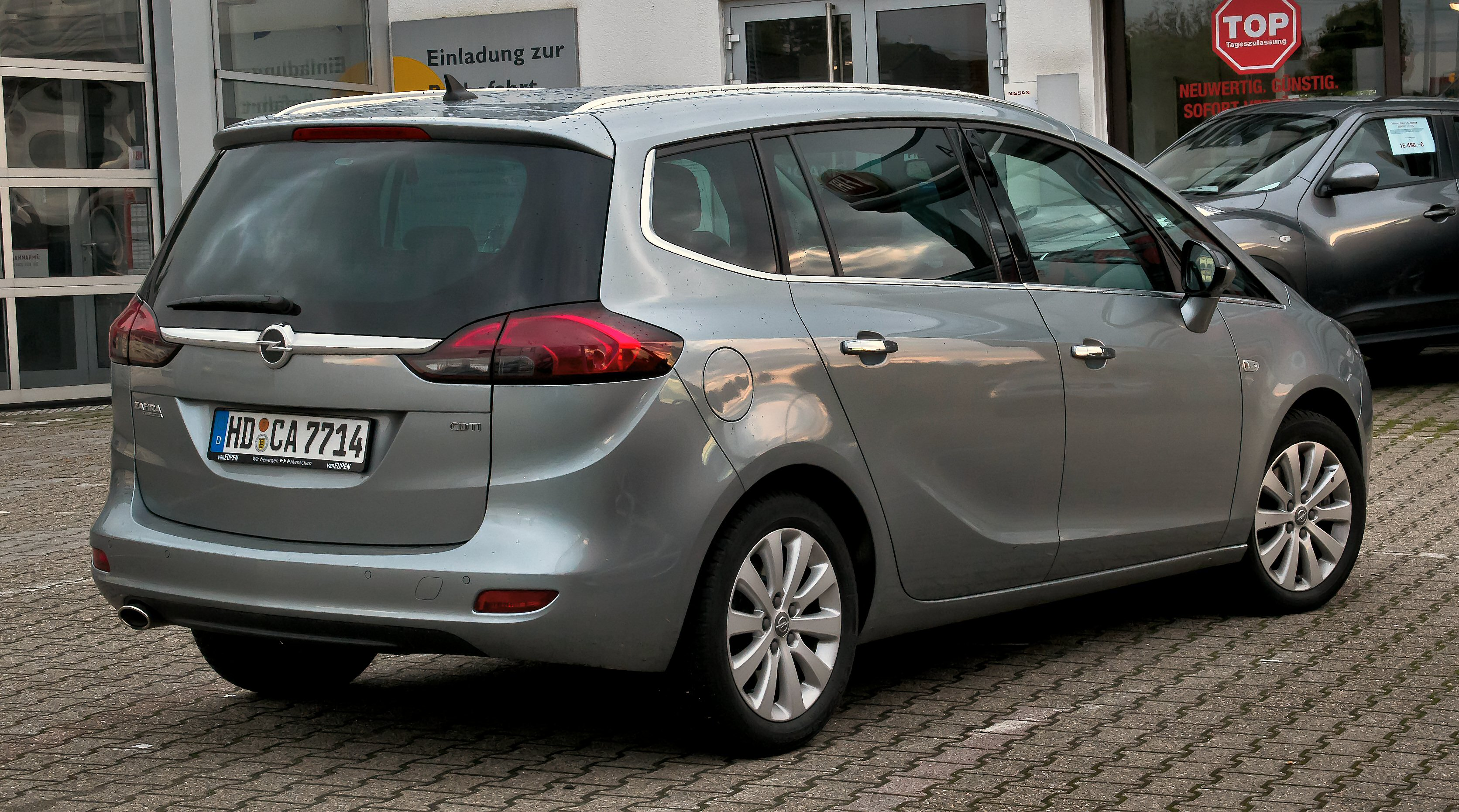
Opel Zafira C phase 1
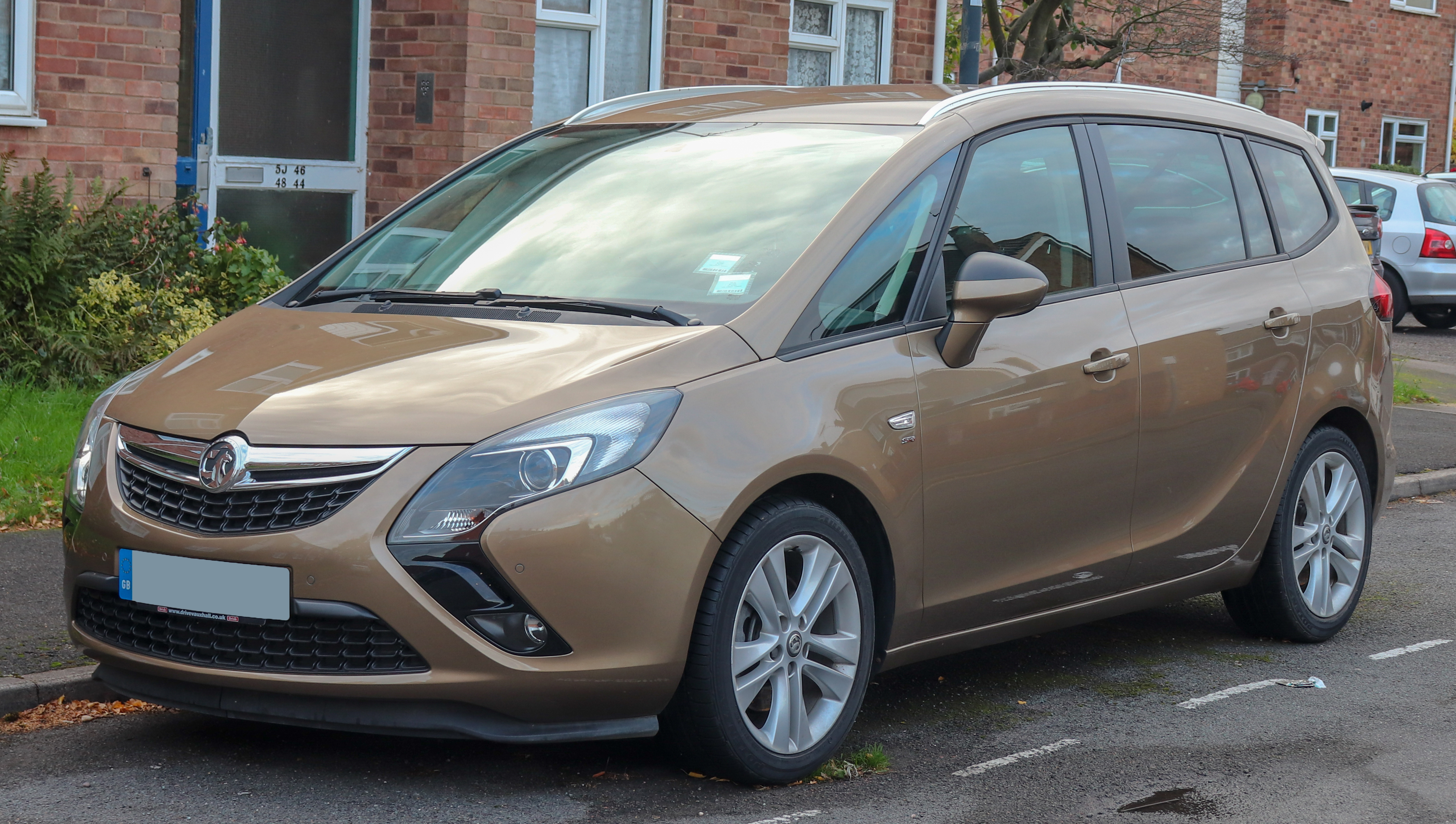
Vauxhall Zafira C phase 1

### Restylage
Le 31 mai 2016, Opel a présenté les premières photos officielles du Zafira restylé. Il délaisse les phares boomerang au profit d'une nouvelle face avant inspirée de l'Astra K, avec des phares à LED chromés reliés par une calandre à jonc.

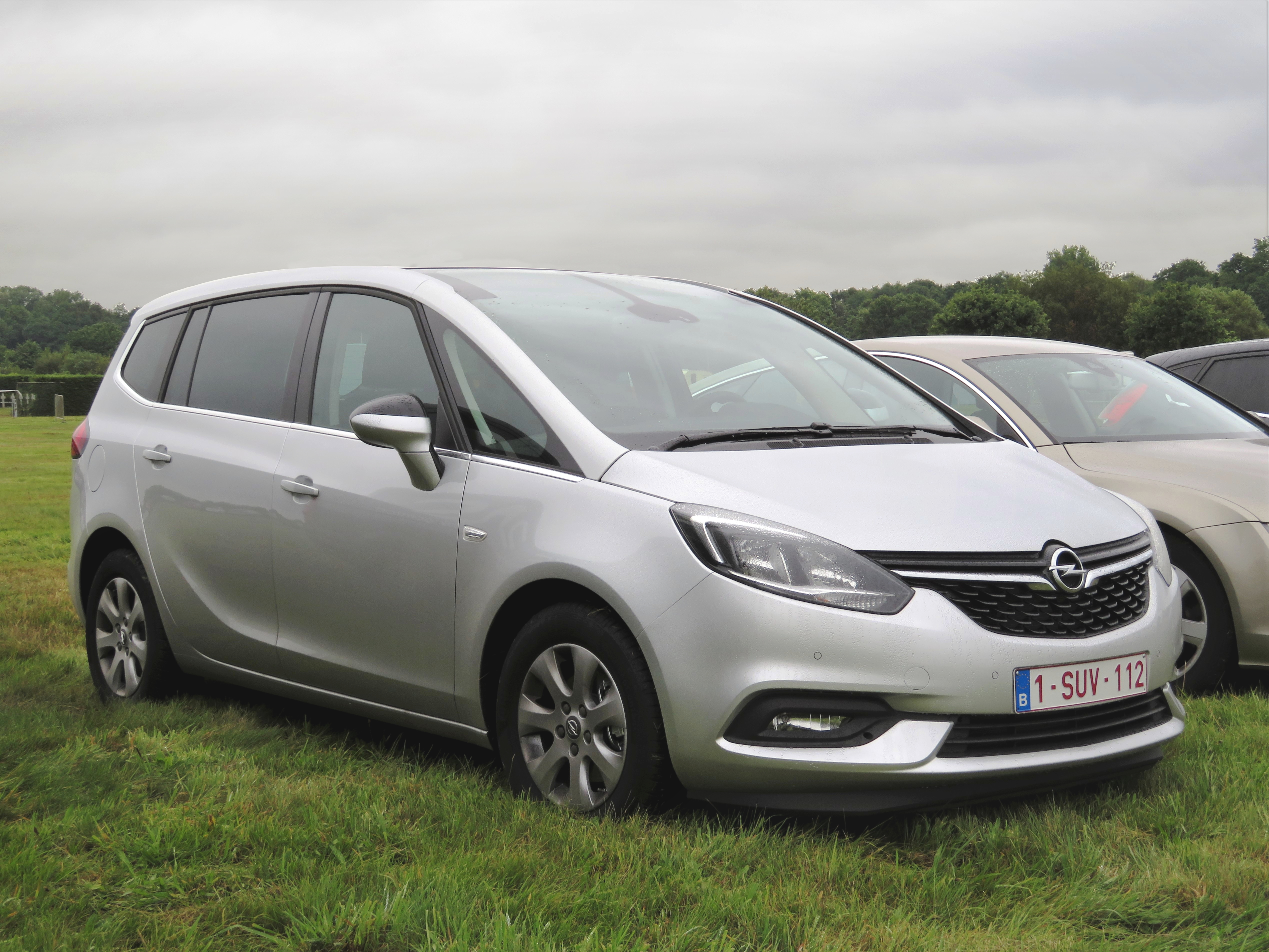
Opel Zafira C Phase 2.

## Zafira D (Zafira Life)

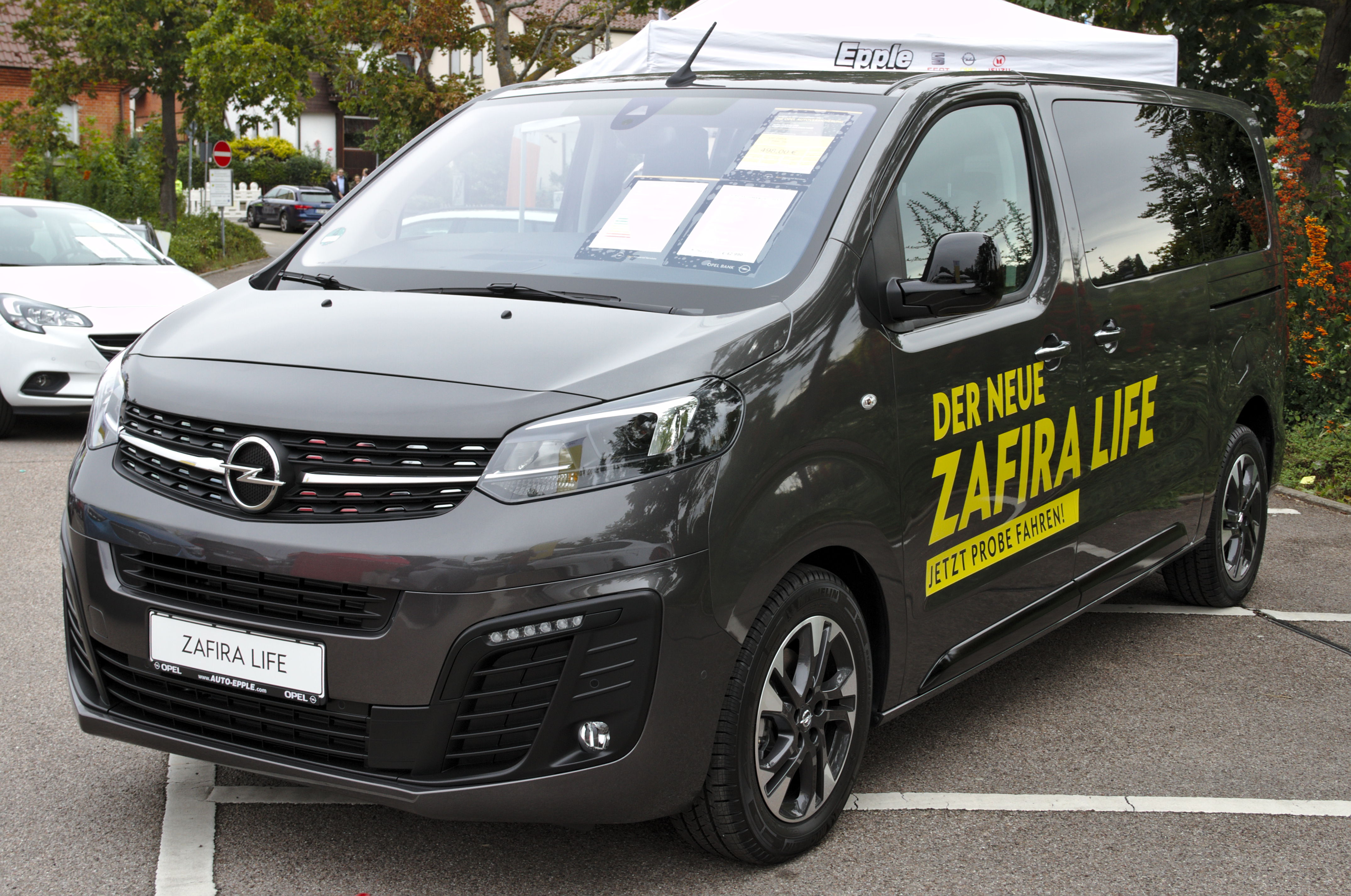
Opel Zafira Life M.

En janvier 2019, Opel a présenté la quatrième génération du Zafira intitulée Zafira Life, qui n'est plus un monospace mais un dérivé familial du véhicule utilitaire léger Opel Vivaro C (qui a été présenté après). Il s'agit du cousin des Citroën Space Tourer, Peugeot Traveller et Toyota ProAce décliné en trois versions : Small (4m60), Medium (4m95) et Large (5m30). Sa commercialisation s'est effectuée en septembre 2019. Le Zafira Life est produit dans l'usine Vauxhall de Luton.